# Limpurger Berge
Die Limpurger Berge sind ein bis zu 564,7 m ü. NHN hoher Gebirgszug der Schwäbisch-Fränkischen Waldberge im Landkreis Schwäbisch Hall und im Ostalbkreis in Baden-Württemberg (Deutschland). Ein Großteil der Landschaft gehörte ehedem zum Limpurger Land der Schenken von Limpurg, deren Name von ihrem Stammsitz herrührt, der Burg Limpurg bei Schwäbisch Hall.

## Geographie

### Lage
Die Limpurger Berge liegen etwa 55 km nordöstlich von Stuttgart und rund 60 km (jeweils Luftlinie) ostsüdöstlich von Heilbronn, zwischen der Haller Ebene im Norden, den Ellwanger Bergen im Osten und Südosten, der Frickenhofer Höhe im Süden, dem Mainhardter Wald im Westen und den Waldenburger Bergen im Nordwesten. Sie erstrecken sich südöstlich von Schwäbisch Hall, westlich von Sulzdorf, Obersontheim, Bühlertann, Bühlerzell und Adelmannsfelden und reichen bis zur Blinden Rot nordwestlich von Abtsgmünd. Untergröningen, Sulzbach-Laufen, Gaildorf, Westheim und Michelbach an der Bilz liegen unmittelbar westlich der bewaldeten Berglandschaft.
Ihre markanten geomorphologischen Grenzen sind der Stufenrand im Norden zur Haller Ebene hinunter, im Osten das Bühlertal sowie im Süden und Westen der große Bogen des Kochertaleinschnitts. Im Südosten laufen die Limpurger Berge mit der sehr schmalen und langen Unterjura-Hochfläche des Büchelberger Grats gegen die Mündung der Blinden Rot aus.

### Berge

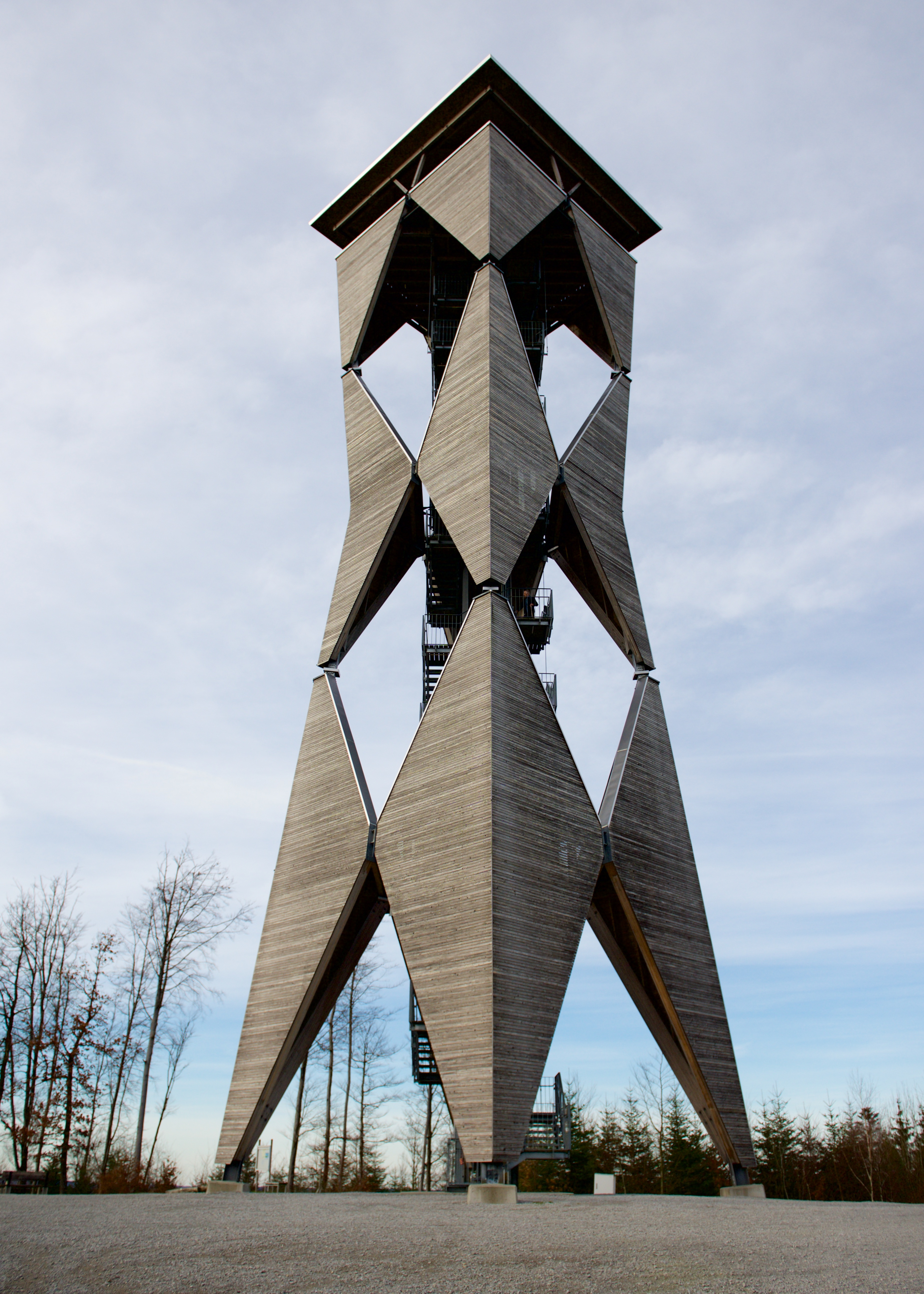
Der Altenbergturm

Die höchste Erhebung der Limpurger Berge wie des Landkreises Schwäbisch Hall ist der östlich von Sulzbach am Kocher gelegene Altenberg (564,7 m), auf dem der Aussichtsturm Altenbergturm steht. Noch bekannter dürfte der sich südlich von Hessental über der Hohenloher-Haller Ebene erhebende Einkorn (510,8 m) sein, ein westwärts gerichteter, markanter Sporn am Nordrand der Waldlandschaft.
Einige der in der folgenden, absteigend nach Höhe in Meter über Normalhöhennull (NHN) sortierten Liste aufgezählten Erhebungen der Limpurger Berge ragen nur wenig über die in ihrem Verlaufsrichtung recht flache Hochebene des größeren Weststrangs der Berglandschaft heraus, sie zeichnen sich deshalb auch dem Blick von außen kaum als Einzelberge ab. Die nach Fläche wie erreichten Höhen unbedeutendere, aber stärker gegliederte Ostkette weist deshalb im Verhältnis viel mehr benennbare Einzelberge aus.
- Altenberg (564,7 m), ca. 500 m ostsüdöstlich von Sulzbach am Kocher-Hohenberg, mit Altenbergturm, prominenter Einzelberg über dem westlichen Bergzug
- Höfenberg (555,4 m), ca. 550 m südöstlich von Abtsgmünd-Höfenhölzle, höchster Teil des Büchelberger Grats an dessen Nordwestabfall
- Herschel (522,8 m), ca. 1,5 km westlich des Gaildorfer Weilers Winzenweiler
- Streitberg (514,4 m), ca. 2,5 km ostnordöstlich von Gaildorf-Eutendorf
- Bauernschnäue (512,4 m), ca. 2 km südöstlich von Schwäbisch Hall-Hessental, Ansatzpunkt der unbedeutenderen Ostkette
- Krämersreute (511,3 m), ca. 1 km westsüdwestlich des Gaildorfer Weilers Eisbach
- Einkorn (510,8 m), ca. 1 km südöstlich des Hessentaler Bahnhofs, Nordwestsporn
- Rauher Berg (508,5 m), ca. 2,5 km westsüdwestlich von Schwäbisch Hall-Sulzdorf, Ostkette
- Hehlberg (504,4 m), ca. 2 km südsüdwestlich von Sulzdorf, Ostkette
- Neuberg (499,4 m), ca. 2,5 km südwestlich von Sulzdorf, Ostkette
- Berg (474,3 m), ca. 1 km nordöstlich von Obersontheim-Herlebach, Ostkette
- Adelberg (466,9 m), ca. 2 km südöstlich von Rosengarten-Westheim; mit dem kaum geschiedenen Buchhorn (463,4 m) sitzt er als eigenständiges kleines Massiv vor der Westkette
- Eichelberg (463,1 m), unmittelbar nordwestlich von Sulzbach am Kocher, Westkette, Mündungssporn des Eisbachs
- Häuserberg (449,6 m), etwa 1,5 km südsüdwestlich von Obersontheim-Hausen, Ostkette
- Leippersberg (448,1 m), etwa 1,5 km westnordwestlich von Bühlertann-Kottspiel, Mündungssporn der Fischach und Südende der Ostkette

### Fließgewässer
Fließgewässer der Limpurger Berge sind:
- der Kocher, der bei Oberkochen entspringt, überwiegend nordwestwärts fließt, die Limpurger Berge an ihrer Süd- und Westabdachung passiert und dann weiter von Schwäbisch Hall nach Bad Friedrichshall fließt, wo er in den Neckar mündet.
- die Bühler, die südsüdostwärts der Limpurger Berge am Büchelberger Grat entspringt, die Waldlandschaft im Osten passiert, über Bühlertann nach Vellberg fließt und weiter nördlich von rechts in den Kocher mündet.
- die Fischach, ein linker Nebenfluss der Bühler; sie entspringt am Einkorn und durchquert die Limpurger Berge nach Südost (entgegen der Fließrichtung der Bühler); sie trennt im Norden der Limpurger Berge einen recht schmalen und bald deutlich niedrigeren östlichen Zweig von der Hauptkette im Westen.
- der Eisbach, ein rechter Nebenfluss des Kochers; er entspringt bei Gaildorf-Winzenweiler, fließt nach Südsüdosten zu seiner Mündung in den Kocher und trennt dabei im mittleren Bereich der Limpurger Berge einen schmalen Bergkamm zwischen sich und dem Kocher vom Hauptteil der Westkette ab.

## Geologie
Die Limpurger Berge sind ein Teil des Keuperberglands. Der Gipskeuper bildet etwa am Fuß der nördlichen Berge zum Fischachtal großflächige Ebenen. Ursächlich dafür ist die zwar nur dünne, aber abtragungsresistente dolomitische bis sandige Corbula-Bank, vormals „Engelhofer Platte“ genannt nach dem Ort Engelhofen am Ostfuß der Westkette der Berglandschaft. Der Schilfsandstein der Stuttgart-Formation ist im Norden und Süden der Limpurger Berge in der mächtigen „Flutfazies“ ausgebildet. Zwischen Gaildorf und Mittelfischach ist er in der nur wenige Meter mächtigen „Normal- oder Stillwasserfazies“ ausgebildet. Den markantesten Anstieg bilden die Unteren Bunten Mergel, die vom abtragungsresistenten Kieselsandstein bedeckt sind. Südlich von Winzenweiler bedecken Obere Bunte Mergel und Stubensandstein an Fläche zunehmend den Höhenzug. Die Kuppe des Altenbergs reicht über den Knollenmergel noch bis zum Unterjura, der auch dem noch südlicheren Büchelberger Grat aufliegt.

## Schutzgebiete
Im oder am Rand der bewaldeten Limpurger Berge gibt es, meistens entlang der Fließgewässer und deren unmittelbarer Umgebung, viele kleine Fauna-Flora-Habitat-Gebiete: Im Osten liegt das vielteilige, weiträumig zergliederte FFH-Gebiet Oberes Bühlertal (FFH-Nr. 7025-341; 6,36 km² groß), im Westen befindet sich das auch vielteilig zergliederte FFH-Gebiet Kochertal Abtsgmünd – Gaildorf und Rottal (FFH-Nr. 7024-341; 10,59 km²) und im Nordwesten liegen die Südteile des mehrteiligen FFH-Gebiets Schwäbisch Haller Bucht (FFH-Nr. 6924-342; 7,95 km²).
Zudem gibt es im oder am Rand des Höhenzugs zahlreiche, manchmal mehrteilige Landschaftsschutzgebiete (LSG): Nordteil der Limpurger Berge mit Abhängen und Geländeteilen zwischen Hessental und Sulzdorf (CDDA-Nr. 323280; 1993 ausgewiesen; 5,76 km² groß), Westabhang der Limpurger Berge (CDDA-Nr. 325804; 1975; 5,36 km²), Kochertal mit angrenzenden Höhenzügen (CDDA-Nr. 322232; 1971; 14,12 km²), Fischachtal mit Nebentälern und angrenzenden Gebieten zwischen Herlebach und Kottspiel (CDDA-Nr. 320809; 1998; 15,54 km²), Eisbachtal und Irsbachtal (CDDA-Nr. 320572; 1996; 85 ha), Büchelberger Grat und Umgebung (CDDA-Nr. 320135; 1988; 2,28 km²), Oberes Bühlertal mit Nebentälern und angrenzenden Gebieten (CDDA-Nr. 323366; 1984, 5,90 km²) und Oberes Bühlertal und Umgebung (CDDA-Nr. 323368; 1988; 3,05 km²).
Ein Teil des Einkornwaldes im Norden der Limpurger Berges östlich des Bergs Einkorn im Forstbezirk Vellberg ist seit 1995 als Schonwald Einkorn (207,2 ha), dessen Kernzone als Bannwald Altspöck (125,6 ha) ausgewiesen.